# Stati Uniti d'Europa (lista elettorale)
Stati Uniti d'Europa (SUE) è stata una lista elettorale europeista e liberale italiana fondata da Emma Bonino e Matteo Renzi.

## Storia
La lista, incentrata su +Europa e Italia Viva e comprendente altri partiti minori centristi, è stata lanciata nel marzo 2024 a Roma, con l'obiettivo di partecipare alle elezioni del Parlamento europeo del 2024  ma con il 3,77% non ha superato la soglia di sbarramento del 4%. I candidati più votati della lista sono stati Matteo Renzi (circa 210.000 preferenze) ed Emma Bonino (circa 78.000 voti).
Alle elezioni regionali in Piemonte del 2024 la lista si presenta nella coalizione di centro-sinistra, a sostegno dell'ex assessore regionale Gianna Pentenero, che ottenendo il 2,42% dei voti ha eletto in quota Italia Viva Vittoria Nallo nel consiglio regionale del Piemonte.
Alle elezioni amministrative del 2024 Stati Uniti d'Europa si presenta a Vercelli e Pescara, sostenendo rispettivamente i candidati sindaci Fabrizio Finocchi e Gianluca Fusilli, ottenendo il 2,2% e l'1,7% ma rimanendo escluso dai ballottaggi e non eleggendo nessun consigliere comunale.

## Programma
Il programma elettorale per le elezioni europee del 2024 è composto da 12 brevi capitoli, con l'obiettivo principale di trasformare l’UE in un «vero e proprio Stato».

## Composizione
| Partiti | Partiti                      | Ideologia principale | Leader              | Partito europeo | Gruppo parlamentare europeo |
| ------- | ---------------------------- | -------------------- | ------------------- | --------------- | --------------------------- |
|         | Italia Viva                  | Liberismo            | Matteo Renzi        | PDE             | Renew Europe                |
|         | +Europa                      | Liberalismo          | Emma Bonino         | ALDE            | –                           |
|         | Partito Socialista Italiano  | Socialdemocrazia     | Enzo Maraio         | PSE             | –                           |
|         | Liberali Democratici Europei | Liberalismo          | Andrea Marcucci     | ALDE            | –                           |
|         | Radicali Italiani            | Radicalismo          | Matteo Hallissey    | ALDE            | –                           |
|         | L'Italia C'è                 | Riformismo           | Gianfranco Librandi | PDE             | –                           |
|         | noi Di Centro                | Popolarismo          | Clemente Mastella   | –               | –                           |

La lista riceve inoltre supporto dai Socialdemocratici e dalla Federazione Civici Europei.

## Risultati elettorali
| Elezione     | Voti    | %     | Seggi  |
| ------------ | ------- | ----- | ------ |
| Europee 2024 | 883 914 | 3,77% | 0 / 76 |